# Station Maos
Maos is een spoorwegstation in de Indonesische provincie Midden-Java.

## Bestemmingen
- Purwojaya: naar Station Cilacap en Station Gambir
- Serayu: naar Station Jakarta Kota en Station Kroya
- Kahuripan: naar Station Padalarang en Station Kediri
- Kutojaya Selatan: naar Station Kiaracondong en Station Kutoarjo
- Pasundan: naar Station Kiaracondong en Station Surabaya Gubeng
- Logawa: naar Station Cilacap en Station Jember